# Куртони, Ирене
Ирене Куртони (итал. Irene Curtoni; 11 августа 1985 года в Эшироль, Франция) — итальянская горнолыжница, бронзовый призёр чемпионата мира 2019 года, призёр этапов Кубка мира по горнолыжному спорту. Специализировалась в слаломных дисциплинах. Участница Олимпийских игр 2018 года в Пхёнчхане.

## Биография и спортивная карьера
Ирене Куртони родилась во Франции, в тот момент её родители работали на зимнем спортивном курорте Ле дез Альп. Лыжнм спортом она стала заниматься очень рано — в полуторогодовалом возрасте встала на лыжи, а в три года принимала участие в первых соревнованиях для детей.
В декабре 2000 года она стала победителем одного из соревнований организованных международной федерацией лыжного спорта, в феврале 2002 года она активно принимала участие в состязаниях на Кубок Европы. В течение нескольких лет её результаты были низкими, и казалось, что она не сможет реализовать свой талант лыжницы. Однако, в сезоне 2007/08 годов она смогла изменить ситуацию и добилась отличных результатов в Кубке Европы, став по итогам всего сезона победителем в слаломе.
29 декабря 2007 года Куртони приняла участие в своей первой гонке на этапе Кубка мира, но сошла с дистанции в первом заезде в Лиенце. Первые свои очки на Кубке мира она заработала 13 января 2008 года, заняв 16-е место в Мариборе. В марте 2010 года она выиграла серебряную медаль в гигантском слаломе на первых зимних Всемирных военных играх в Аосте.
Во второй половине сезона 2010/11 годов она дважды вошла в топ-10, заняв восьмое место в гигантском слаломе в Звизеле и седьмое место в слаломе в Шпиндлерув-Млин. На чемпионате мира она заняла итоговое 11-е место в слаломе и 27-й в гигантском слаломе. В сезоне 2011/12 годов она впервые в карьере поднялась на подиум на этапе Кубка мира в гигантском слаломе в Офтершванге. На чемпионате мира 2013 года она стала 14-й в гигантском слаломе.
Из-за остеоартроза спины она смогла принять участие только в двух гонках в сезоне 2013/14 года и закончила сезон досрочно. Выздоровев, в сезоне 2014/15 года она не смогла пройти квалификацию на чемпионат мира.
В 2017 году Куртони выиграла золото на Всемирных зимних военных играх 2017 года в Сочи. 20 декабря 2017 года в параллельном слаломе в Куршевеле она заняла третье место — это был второй и последний личный подиум на этапах Кубка мира.
На зимних Олимпийских играх 2018 года в Пхёнчхане она приняла старт в слаломе и заняла итоговое 10-е место, а также в составе Итальянской команды заняла пятое место в командных соревнованиях.
На чемпионате мира 2019 года в шведском Оре Куртони в составе итальянской сборной завоевала бронзовую медаль в командном первенстве. На чемпионате мира 2021 года, Ирене приняла участие в слаломе и заняла итоговое 19-е место.
20 марта 2021 года она в последний раз участвовала в финале Кубка мира по горнолыжному спорту в Ленцерхайде, где и заявила о завершении карьеры в спорте высших достижений.

## Выступления на крупнейших соревнованиях

### Зимние Олимпийские игры
| Олимпийские игры | Скоростной спуск | Супергигант | Гигантский слалом | Слалом | Комбинация | Команды |
| ---------------- | ---------------- | ----------- | ----------------- | ------ | ---------- | ------- |
| 2018 Пхёнчхан    | —                | —           | —                 | 10     | —          | 5       |

### Чемпионаты мира
| Чемпионат мира           | Скоростной спуск | Супергигант | Гигантский слалом | Слалом | Комбинация | Команды | Паралл. гигантский слалом |
| ------------------------ | ---------------- | ----------- | ----------------- | ------ | ---------- | ------- | ------------------------- |
| 2011 Гармиш-Партенкирхен | —                | —           | 27                | 11     | —          | —       | —                         |
| 2013 Шладминг            | —                | —           | —                 | 14     | —          | —       | —                         |
| 2019 Оре                 | —                | —           | —                 | —      | —          | 3       | —                         |
| 2021 Кортина-д’Ампеццо   | —                | —           | —                 | 19     | —          | —       | —                         |

### Кубок мира

#### Подиумы на этапах Кубка мира (2)
| № | Сезон   | Дата            | Место проведения | Дисциплина          | Место |
| - | ------- | --------------- | ---------------- | ------------------- | ----- |
| 1 | 2011/12 | 2 марта 2012    | Офтершванг       | Гигантский слалом   | 3     |
| 2 | 2017/18 | 20 декабря 2017 | Куршевель        | Параллельный слалом | 3     |